# Ski de fond aux Jeux olympiques de 2014
Navigation
Vancouver 2010 Pyeongchang 2018
Les épreuves de ski de fond aux Jeux olympiques d'hiver de 2014 se tiennent du 8 février 2014 au 23 février 2014 au complexe de ski de fond et de biathlon Laura dans la station de sports d'hiver de Krasnaïa Poliana dans le kraï de Krasnodar (Russie). L’épreuve masculine de ski de fond fait partie des épreuves olympiques depuis les premiers Jeux olympiques d’hiver qui ont eu lieu à Chamonix en France en 1924. L’épreuve féminine fait partie des épreuves olympiques depuis Jeux olympiques de 1952 à Oslo.
Alexander Legkov, vainqueur du 50 km et médaillé d'argent avec la Russie dans le relais 4 x10 km, est disqualifié pour dopage par le CIO le 1er novembre 2017. Maksim Vylegzhanin, qui s'était classé deuxième du 50 km, mais également du sprint par équipes et du relais avec la Russie, est à son tour disqualifié par le CIO pour les mêmes raisons le 9 novembre 2017.  Ils sont finalement réintégrés le 1er février 2018, car le Tribunal Arbitral du Sport annule cette décision à cause de preuves jugées insuffisantes pour établir une violation des règles d'antidopage.

## Format des épreuves

### Sprint
L'épreuve de sprint, d'une distance de 1,4 km chez les hommes et de 1,2 km chez les femmes, débute par une qualification dans laquelle les fondeurs s'élancent toutes les 15 secondes. Dans cette qualification sont sélectionnés les 30 meilleurs athlètes qui participent ensuite à des rondes quarts de finale, demi-finales et finale. Dans chaque ronde, chaque groupe est composé de 6 fondeurs et seulement les deux premiers de chaque groupe accèdent à la ronde suivante (de même que les deux meilleurs temps de la ronde). En finale, les 6 fondeurs s'élancent pour la médaille d'or.
Pour ces Jeux olympiques de Sotchi, l'épreuve est parcourue en style libre.

### Sprint par équipes
Une équipe de relais est composée de 2 fondeurs. Chaque fondeur effectue, à tour de rôle, trois fois le parcours de sprint (pour un total de 6 tours). Les 5 meilleures équipes de deux demi-finales pouvant accueillir entre 10 et 15 équipes, se retrouvent en finale. L'équipe gagnante est celle qui au terme des 6 tours franchit la ligne d'arrivée.
Pour ces Jeux olympiques de Sotchi, l'épreuve est parcourue en style classique.

### Relais
Une équipe de relais est composée de 4 fondeurs. Chaque fondeur effectue une étape de 10 km chez les hommes et de 5 km chez les femmes. Les deux premiers relais se parcourent en style classique et les deux autres en style libre. L'épreuve débute par un départ en ligne et le passage du relais est réalisé touchant un membre de leur équipe sans gêner ni arrêter les autres équipes. L'équipe gagnante est la première qui franchit la ligne d’arrivée, au terme du quatrième et dernier relais.

### Individuelle
L'épreuve individuelle est une course contre la montre. Les fondeurs s'élancent dans la course à des intervalles de 30 secondes, les meilleurs fondeurs s'élancent en dernier. Le gagnant est celui ou celle ayant parcouru la distance de 15 km chez les hommes et de 10 km chez les femmes le plus rapidement.
Pour ces Jeux olympiques de Sotchi, l'épreuve est parcourue en style classique.

### Skiathlon
Le skiathlon est composé de deux parcours, un en style classique puis un en style libre, pour un total de 30 km (15 km chez les femmes). Pour le départ de l'épreuve, les compétiteurs sont alignés en formation de flèche, les meilleurs étant placés à la pointe (départ groupé). À la moitié du parcours, lorsque le parcours de 15 km (7,5 km chez les femmes) en style classique est complété, les compétiteurs doivent changer d'équipement le plus rapidement possible et entreprendre le second parcours en style libre. Le gagnant est celui qui franchit le premier la ligne d’arrivée.

### Départ en ligne
Pour le départ de l'épreuve, les compétiteurs sont alignés en formation de flèche, les meilleurs étant placés à la pointe (départ groupé). Le gagnant est celui ou celle qui franchit la ligne d'arrivée en premier au terme de la course (50 km chez les hommes et 30 km chez les femmes).
Pour ces Jeux olympiques de Sotchi, l'épreuve est parcourue en style libre.

## Calendrier
| Calendrier des épreuves de ski de fond | Calendrier des épreuves de ski de fond | Calendrier des épreuves de ski de fond | Calendrier des épreuves de ski de fond | Calendrier des épreuves de ski de fond | Calendrier des épreuves de ski de fond | Calendrier des épreuves de ski de fond | Calendrier des épreuves de ski de fond | Calendrier des épreuves de ski de fond | Calendrier des épreuves de ski de fond | Calendrier des épreuves de ski de fond | Calendrier des épreuves de ski de fond | Calendrier des épreuves de ski de fond | Calendrier des épreuves de ski de fond | Calendrier des épreuves de ski de fond | Calendrier des épreuves de ski de fond | Calendrier des épreuves de ski de fond | Calendrier des épreuves de ski de fond | Calendrier des épreuves de ski de fond | Calendrier des épreuves de ski de fond |
| Février 2014                           | Février 2014                           | 6                                      | 7                                      | 8                                      | 9                                      | 10                                     | 11                                     | 12                                     | 13                                     | 14                                     | 15                                     | 16                                     | 17                                     | 18                                     | 19                                     | 20                                     | 21                                     | 22                                     | 23                                     |
| -------------------------------------- | -------------------------------------- | -------------------------------------- | -------------------------------------- | -------------------------------------- | -------------------------------------- | -------------------------------------- | -------------------------------------- | -------------------------------------- | -------------------------------------- | -------------------------------------- | -------------------------------------- | -------------------------------------- | -------------------------------------- | -------------------------------------- | -------------------------------------- | -------------------------------------- | -------------------------------------- | -------------------------------------- | -------------------------------------- |
| Hommes                                 | Sprint                                 |                                        |                                        |                                        |                                        |                                        |                                        |                                        |                                        |                                        |                                        |                                        |                                        |                                        |                                        |                                        |                                        |                                        |                                        |
| Hommes                                 | Sprint par équipes                     |                                        |                                        |                                        |                                        |                                        |                                        |                                        |                                        |                                        |                                        |                                        |                                        |                                        |                                        |                                        |                                        |                                        |                                        |
| Hommes                                 | Relais 4 × 10 km                       |                                        |                                        |                                        |                                        |                                        |                                        |                                        |                                        |                                        |                                        |                                        |                                        |                                        |                                        |                                        |                                        |                                        |                                        |
| Hommes                                 | 15 km                                  |                                        |                                        |                                        |                                        |                                        |                                        |                                        |                                        |                                        |                                        |                                        |                                        |                                        |                                        |                                        |                                        |                                        |                                        |
| Hommes                                 | 30 km skiathlon                        |                                        |                                        |                                        |                                        |                                        |                                        |                                        |                                        |                                        |                                        |                                        |                                        |                                        |                                        |                                        |                                        |                                        |                                        |
| Hommes                                 | 50 km départ en ligne                  |                                        |                                        |                                        |                                        |                                        |                                        |                                        |                                        |                                        |                                        |                                        |                                        |                                        |                                        |                                        |                                        |                                        |                                        |
| Femmes                                 | Sprint                                 |                                        |                                        |                                        |                                        |                                        |                                        |                                        |                                        |                                        |                                        |                                        |                                        |                                        |                                        |                                        |                                        |                                        |                                        |
| Femmes                                 | Sprint par équipes                     |                                        |                                        |                                        |                                        |                                        |                                        |                                        |                                        |                                        |                                        |                                        |                                        |                                        |                                        |                                        |                                        |                                        |                                        |
| Femmes                                 | Relais 4 × 5 km                        |                                        |                                        |                                        |                                        |                                        |                                        |                                        |                                        |                                        |                                        |                                        |                                        |                                        |                                        |                                        |                                        |                                        |                                        |
| Femmes                                 | 10 km                                  |                                        |                                        |                                        |                                        |                                        |                                        |                                        |                                        |                                        |                                        |                                        |                                        |                                        |                                        |                                        |                                        |                                        |                                        |
| Femmes                                 | 15 km skiathlon                        |                                        |                                        |                                        |                                        |                                        |                                        |                                        |                                        |                                        |                                        |                                        |                                        |                                        |                                        |                                        |                                        |                                        |                                        |
| Femmes                                 | 30 km départ en ligne                  |                                        |                                        |                                        |                                        |                                        |                                        |                                        |                                        |                                        |                                        |                                        |                                        |                                        |                                        |                                        |                                        |                                        |                                        |

|  | Jour de l'épreuve |

## Médaillés

### Hommes
| Épreuve                                                             | Or                             | Or                | Argent                           | Argent            | Bronze                                | Bronze            |
| ------------------------------------------------------------------- | ------------------------------ | ----------------- | -------------------------------- | ----------------- | ------------------------------------- | ----------------- |
| Sprint (Libre) résultats détaillés                                  | Ola Vigen Hattestad (NOR)      | 3 min 38 s 4      | Teodor Peterson (SWE)            | 3 min 39 s 6      | Emil Jönsson (SWE)                    | 3 min 55 s 2      |
| Sprint par équipes (Classique) résultats détaillés                  | Finlande (FIN) - Iivo Niskanen | 23 min 14 s 89    | Russie (RUS) - Nikita Kriukov    | 23 min 15 s 86    | Suède (SWE) - Teodor Peterson         | 23 min 30 s 1     |
| Relais 4 × 10 km (Classique et libre) résultats détaillés           | Suède (SWE) - Marcus Hellner   | 1 h 28 min 42 s   | Russie (RUS) - Maxim Vylegzhanin | 1 h 29 min 9 s 3  | France (FRA) - Ivan Perrillat Boiteux | 1 h 29 min 13 s 3 |
| 15 km (Classique) résultats détaillés                               | Dario Cologna (SUI)            | 38 min 29 s 7     | Johan Olsson (SWE)               | 38 min 58 s 2     | Daniel Richardsson (SWE)              | 39 min 8 s 5      |
| 30 km skiathlon (15 km classique + 15 km libre) résultats détaillés | Dario Cologna (SUI)            | 1 h 8 min 15 s 4  | Marcus Hellner (SWE)             | 1 h 8 min 15 s 8  | Martin Johnsrud Sundby (NOR)          | 1 h 8 min 16 s 8  |
| 50 km départ en ligne (Libre) résultats détaillés                   | Alexander Legkov (RUS)         | 1 h 46 min 55 s 2 | Maxim Vylegzhanin (RUS)          | 1 h 46 min 55 s 9 | Ilia Chernousov (RUS)                 | 1 h 46 min 56 s   |

### Femmes
| Épreuve                                                               | Or                                       | Or             | Argent                              | Argent         | Bronze                            | Bronze          |
| --------------------------------------------------------------------- | ---------------------------------------- | -------------- | ----------------------------------- | -------------- | --------------------------------- | --------------- |
| Sprint (Libre) résultats détaillés                                    | Maiken Caspersen Falla (NOR)             | 2 min 35 s 49  | Ingvild Flugstad Østberg (NOR)      | 2 min 35 s 87  | Vesna Fabjan (SLO)                | 2 min 35 s 89   |
| Sprint par équipes (Classique) résultats détaillés                    | Norvège (NOR) - Ingvild Flugstad Østberg | 16 min 4 s 05  | Finlande (FIN) - Kerttu Niskanen    | 16 min 13 s 14 | Suède (SWE) - Stina Nilsson       | 16 min 23 s 82  |
| Relais 4 × 5 km (Classique et libre) résultats détaillés              | Suède (SWE) - Charlotte Kalla            | 53 min 2 s 7   | Finlande (FIN) - Krista Lähteenmäki | 53 min 3 s 2   | Allemagne (GER) - Denise Herrmann | 53 min 3 s 6    |
| 10 km (Classique) résultats détaillés                                 | Justyna Kowalczyk (POL)                  | 28 min 17 s 8  | Charlotte Kalla (SWE)               | 28 min 36 s 2  | Therese Johaug (NOR)              | 28 min 46 s 1   |
| 15 km skiathlon (7,5 km classique + 7,5 km libre) résultats détaillés | Marit Bjørgen (NOR)                      | 38 min 33 s 6  | Charlotte Kalla (SWE)               | 38 min 35 s 4  | Heidi Weng (NOR)                  | 38 min 46 s 8   |
| 30 km départ en ligne (Libre) résultats détaillés                     | Marit Bjørgen (NOR)                      | 1 h 11 min 5 s | Therese Johaug (NOR)                | 1 h 11 min 7 s | Kristin Størmer Steira (NOR)      | 1 h 11 min 18 s |

## Tableau des médailles
| # | Pays      | Or | Argent | Bronze | Ensemble |
| - | --------- | -- | ------ | ------ | -------- |
| 1 | Norvège   | 5  | 2      | 4      | 11       |
| 2 | Suède     | 2  | 5      | 4      | 11       |
| 3 | Suisse    | 2  | 0      | 0      | 2        |
| 4 | Russie    | 1  | 3      | 1      | 6        |
| 5 | Finlande  | 1  | 2      | 0      | 3        |
| 6 | Pologne   | 1  | 0      | 0      | 1        |
| 7 | France    | 0  | 0      | 1      | 1        |
| 8 | Allemagne | 0  | 0      | 1      | 1        |
| 8 | Slovénie  | 0  | 0      | 1      | 1        |
|   | Total     | 12 | 12     | 12     | 36       |

| Médailles | Pays      | Ensemble | Or | Argent | Bronze |
| --------- | --------- | -------- | -- | ------ | ------ |
| 1         | Norvège   | 11       | 5  | 2      | 4      |
| 1         | Suède     | 11       | 2  | 5      | 4      |
| 3         | Russie    | 5        | 1  | 3      | 1      |
| 4         | Finlande  | 3        | 1  | 2      | 0      |
| 5         | Suisse    | 2        | 2  | 0      | 0      |
| 6         | Pologne   | 1        | 1  | 0      | 0      |
| 6         | France    | 1        | 0  | 0      | 1      |
| 6         | Allemagne | 1        | 0  | 0      | 1      |
| 6         | Slovénie  | 1        | 0  | 0      | 1      |
|           | Total     | 36       | 12 | 12     | 12     |